# Göte Bjurman
Göte Fredrik Bjurman, född 1850 i Stockholm, död 1914, var en svensk översättare, redaktör och tryckeriägare.
Bjurman föddes i Stockholm, växte upp i Norrköping och flyttade 1878 till Karlskrona där han verkade som tidningsägare och redaktör. Från 1904 till 1906 satt han fängslad i Malmö på grund av förfalskade växlar. Hans verk som översättare publicerades 1908–1916 och han producerade under dessa år minst 50 översättningar från engelska, franska, tyska. De ryska författare han tog sig an översattes sannolikt alla från tyska översättningar. Han var far till Gunnar Bjurman.

## Översättningar (urval)
- Edgar Allan Poe: Dubbelmordet vid Rue Morgue (Weijmer, 1908)
- Prosper Mérimée: Colomba (1909)
- Mark Twain: Amerika-grefven (Fröléen, 1909)
- Lev Tolstoj: Familjelycka (1909)
- Marcel Prévost: Half oskuld (Weijmer, 1909)
- Ivan Turgenev: Min första kärlek (1910)
- Max Pemberton: Spionen från Kronstadt (Holmquist, 1911)
- Anatole France: Sylvestre Bonnards brott (Björck & Börjesson, 1911)
- Émile Zola: Thérèse Raquin (Holmquist, 1911)
- Alfred de Musset: Sann kärlek och Armbandets hemlighet: två noveller (Fröléen, 1911)
- Paul Bourget: Ett kvinnohjärta (Holmquist, 1911)
- Bret Harte: Miss Blossom (Nordiska förlaget, 1912)
- Hermann Sudermann: Fru Sorg (Nordiska förlaget, 1912)
- Paul Heyse: La Rabiata och Poetens hustru (Nordiska förlaget, 1912)
- Nataly von Eschstruth: Zigenarkärlek (Holmquist, 1912)
- Oliver Goldsmith: Prästen från Wakefield (Holmquist, 1912)
- Edouard Laboulaye: Abdallah (Nordiska förlaget, 1912)
- Jules Claretie: Amerikanskan (Svenska dagbladet, 1913)
- Carolyn Wells: Säkerhetskedjan (Åhlén & Åkerlund, 1914)
- Edmond About: Kapten Bitterlins förtretligheter (Nordiska förlaget, 1914)
- Octave Feuillet: Ett hedersord (Nordiska förlaget, 1915)
- Honoré de Balzac: Kärlek under mask (Holmquist, 1916)